# Quino Colom
Joaquim « Quino » Colom Barrufet, né le 1er novembre 1988, à Andorre-la-Vieille, en Andorre, est un joueur andorran naturalisé espagnol de basket-ball. Il évolue au poste de meneur.

## Biographie
En décembre 2015, Colom réalise un triple-double en EuroCoupe lors d'un match contre le KK Budućnost Podgorica avec 15 points, 13 passes décisives et 11 rebonds.
En juillet 2019, Colom rejoint le Valencia BC avec lequel il signe un contrat de deux ans.
Colom quitte Valence en décembre 2020 et s'engage avec l'Étoile rouge de Belgrade jusqu'à la fin de la saison 2021-2022.
En mai 2021, Colom quitte l'Étoile rouge et rejoint le Saski Baskonia jusqu'à la fin de la saison en cours pour remplacer Luca Vildoza, parti aux Knicks de New York.

## Palmarès
- Meilleur sixième homme de la saison 2015-2016 de la VTB United League
- Meilleur cinq de l'EuroCoupe 2017-2018[1]
- 3e du championnat d'Europe des 20 ans et moins 2008
- Médaille d'or à la Coupe du monde 2019 en Chine.